# Sulima (heraldische clan)
Sulima (Sulimita, Oporów) was een Poolse heraldische clan (ród herbowy) van middeleeuws Polen en later het Pools-Litouwse Gemenebest. Het oudste zegel met het Sulima-wapen stamt uit 1352 en het oudste document met een vermelding naar de clan uit 1397.
De historicus Tadeusz Gajl heeft 278 Poolse Sulima clanfamilies geïdentificeerd.

## Telgen
De clan bracht de volgende bekende telgen voort:
- Piotr Gamrat, aartsbisschop
- Zawisza Czarny van Garbow, ridder en diplomaat
- Igor Stravinsky, componist
- Feliks Dzerzjinski, Russisch revolutionair

## Galerij

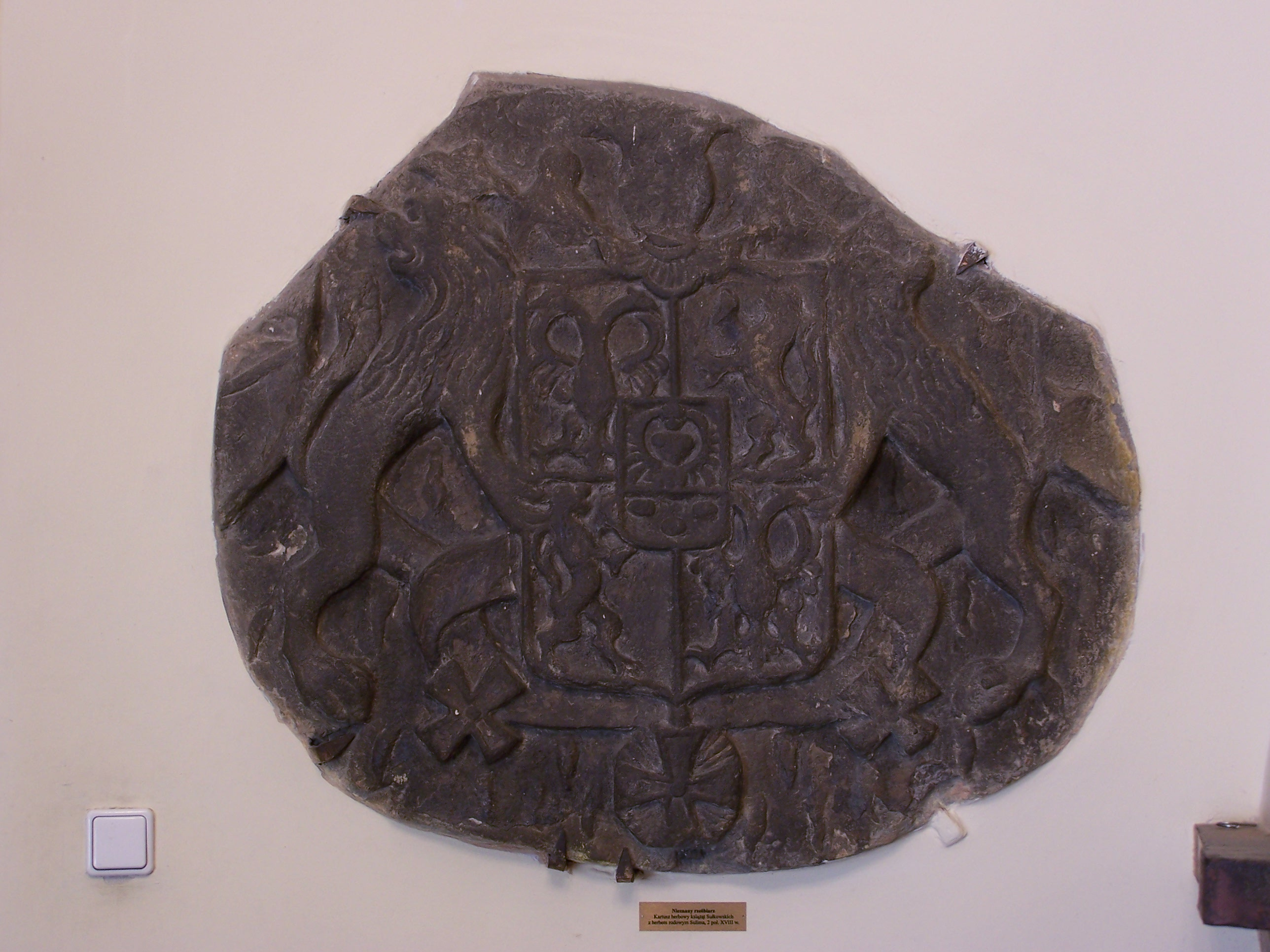
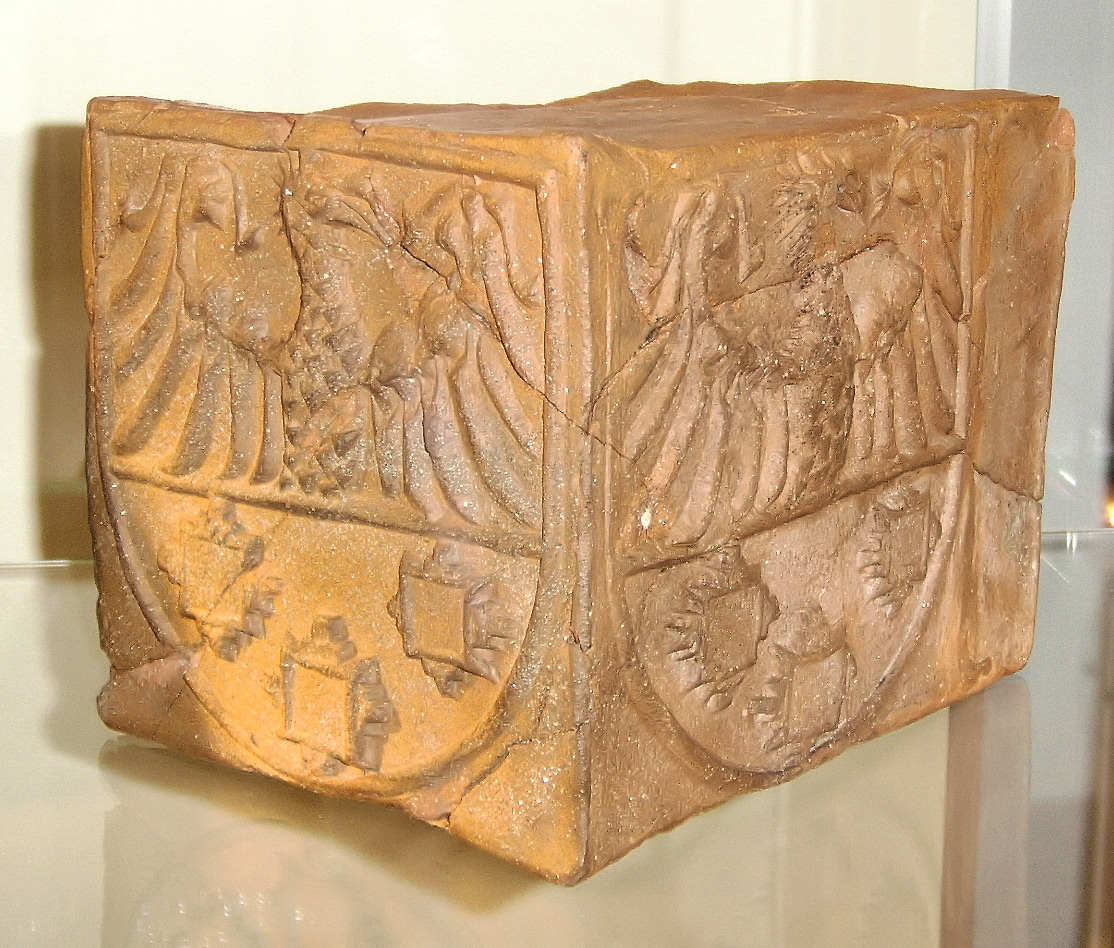
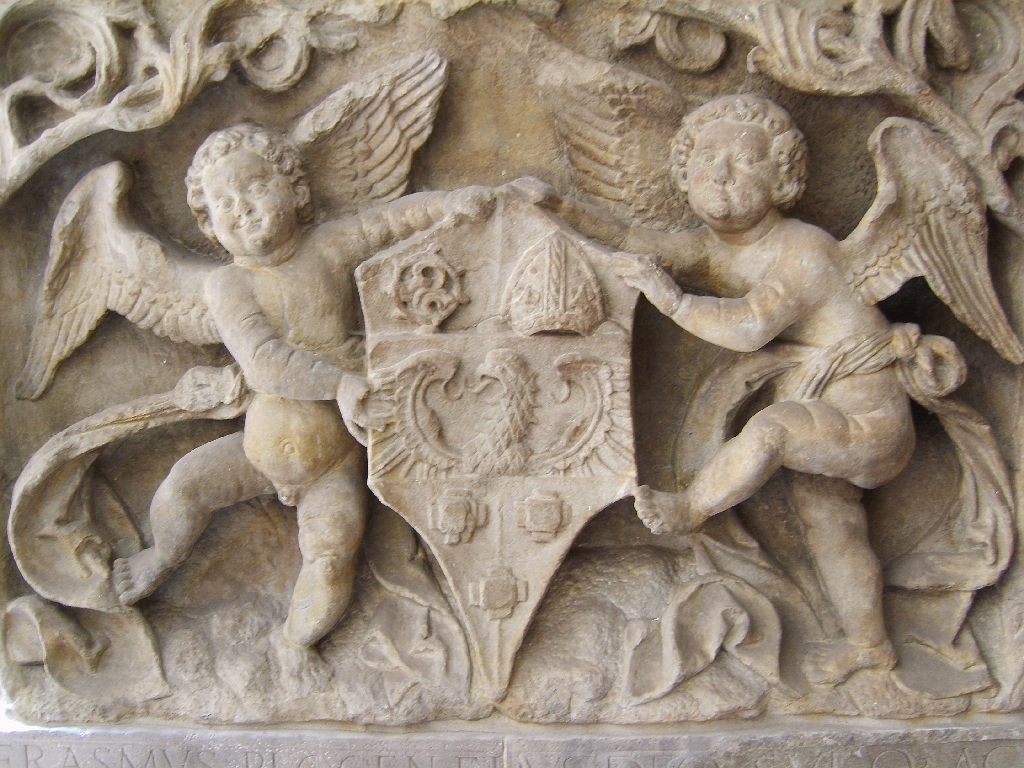
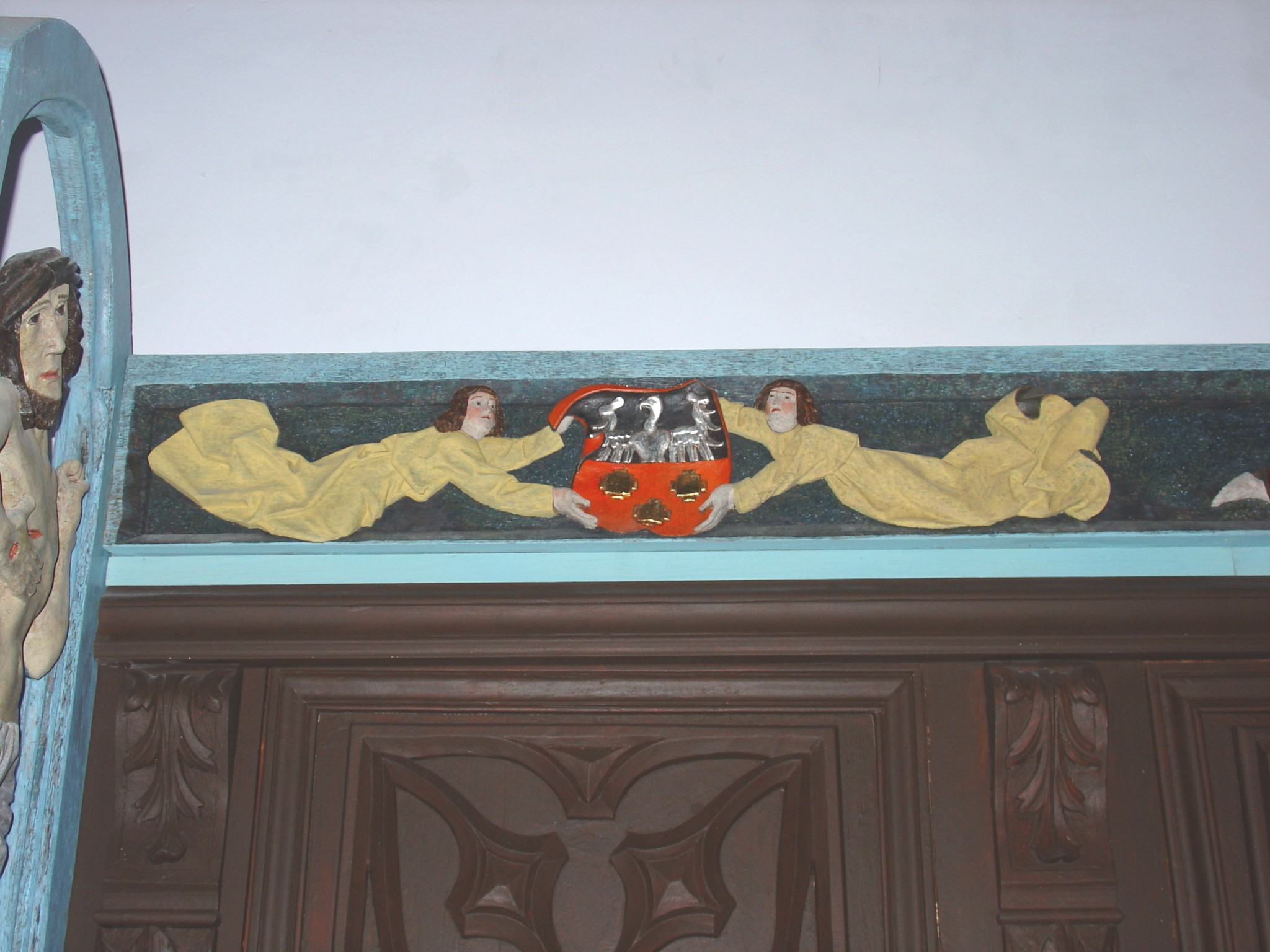